# Hell & Rain
Hell & Rain (englisch Hölle und Regen) ist ein Album der belgischen Funeral-Doom-Band Until Death Overtakes Me.

## Geschichte
Die Stücke des Albums Hell & Rain erschienen zum Großteil als Musikdownload vorab und wurden in den Jahren 2016 und 2017 in seinem Heimstudio Templa Libitina ohne externen Produzenten eingespielt und als Singles veröffentlicht. Mit Hell & Rain stellte Until Death Overtakes Me die Stücke als zweiten Teil der mit Well of Dreams begonnenen Reihe Collected Works zusammen. Die Reihe solche zuvor veröffentlichten Single-Stücke die ohne übergeordnetes Konzept zusammenhängen.

## Titelliste
1. Old Hell: 16:41
2. Blazarrise: 4:28
3. Watching Endtimes Unfold: 14:57
4. Supercluster: 11:59
5. And Then Came Rain: 10:42
6. Loss: 7:00
7. To Never Return: 11:52

## Albuminformationen
Hell & Rain wurde als Album am 19. April 2017 veröffentlichte. Van Cauter gab die Kompilation als Musikdownload über Bandcamp als Veröffentlichung seines Labels Void Overflow mit sieben Titeln und einer Spieldauer von 77:39 Minuten heraus. Die Gestaltung übernahm van Cauter selbst. Das Cover zeigt eine Berglandschaft mit flammender Farbgebung. Auf Hell & Rain verbindet Until Death Overtakes Me weiterhin Funeral Doom mit Dark Wave und Ambient in einer als eigenständig und erfrischend wahrgenommenen Form. Hell & Rain knüpfe dabei an der musikalischen Spielweise des Vorgängers Antemortem an. Jedes der Stücke hätte musikalisch auch auf dem Vorgänger zu finden sein können.

## Wahrnehmung
Das Album wurde selten rezipiert und erlangte nur geringen Erfolg. Wurde jedoch positiv aufgenommen, so sei Hell & Rain auf eigene Weise fesselnd. Das Album würde besonders jener Hörerschaft gefallen, die bereits Antemortem positiv empfunden. Cody Davis hob im Zuge seiner für Metal Injection verfassten Kolumne Funeral Friday die Stücke Old Hell und Watching Endtime Unfolds als persönliche Favoriten hervor.